# Vliegveld Oostwold
Oostwold Airport (ook wel Vliegveld Oostwold) is een luchthaven gelegen in de gemeente Oldambt in de provincie Groningen ten noorden van Winschoten bij Oostwold. Het vliegveld wordt voornamelijk gebruikt voor zakenluchtvaart, lesvluchten, parachutespringen en traumahelikopter- of politievluchten. De ICAO-luchthavenidentificatiecode is EHOW.
De luchthaven wordt privaat gedreven, er is daarom geen sprake van overheidsfinanciering. De exploitant is Stichting Vliegveld Oostwold.
Net ten zuiden van het vliegveld ligt het Blauwestad-project.

## Aanwijzing
Het vliegveld Oostwold is sinds 1960 in gebruik, in eerste instantie op basis van jaarlijkse ontheffingen voor uitsluitend de landbouwluchtvaart. In latere decennia heeft een verschuiving plaatsgevonden naar andere vormen van kleine luchtvaart, waaronder lesvluchten, rondvluchten en paravluchten. Het vliegveld beschikte niet over een zogeheten aanwijzing op grond van de Luchtvaartwet, maar kon sinds 2008 op basis van jaarlijks namens de Minister van Verkeer en Waterstaat te verlenen ontheffing ex artikel 14 van de Luchtvaartwet worden gebruikt tot een maximum van 4.800 vliegbewegingen. In 2012 is dat aantal verhoogd tot 8.000. Op grond van het wettelijk regime van de sinds 1992 geleidelijk ingevoerde Wet luchtvaart heeft Provinciale Staten van Groningen op verzoek van de exploitant een Luchthavenbesluit vastgesteld voor Oostwold als een permanente luchthaven. Hierbij is uitgegaan van groei van het aantal vliegbewegingen tot 17.500 per jaar.

## Gebruik van de luchthaven
Van de luchthaven mag uitsluitend gebruik worden gemaakt tijdens de uniforme daglichtperiode (UDP), zoals voor de betreffende datum is vermeld in de AIP/Luchtvaartgids Nederland.
Dit voorschrift is niet van toepassing op:
1. luchtvaartuigen die worden gebruikt ten behoeve van de uitoefening van politietaken als bedoeld in artikel 3 van de Politiewet 2012;
2. luchtvaartuigen die worden gebruikt ten behoeve van het voorkomen, beperken of bestrijden van brand;
3. luchtvaartuigen die worden gebruikt door de SAR-dienst, bedoeld in artikel 1 van de Regeling inzake de SAR-dienst 1994, ten behoeve van de opsporing en redding van een mens of dier in levensbedreigende omstandigheden;
4. luchtvaartuigen die worden gebruikt door de houder van een vergunning krachtens artikel 16b van de Luchtvaartwet met als doel het verlenen van spoedeisende medische hulp;
5. lesvluchten en oefenvluchten van de onder a tot en met d genoemde luchtvaartuigen buiten de tijden, bedoeld in het eerste lid, tot uiterlijk 22.00 uur.

## Voorzieningen
De start-/landingsbaan (asfalt) (richting 067°/247°) is 800 meter lang en 20 meter breed.
Vliegtuigen en helikopters kunnen op het vliegveld terecht voor olie en brandstof. Voor wat betreft de brandveiligheid valt Oostwold Airport in de ARFF-categorie 3.
In het openbaar toegankelijk gedeelte staat een café.
De bedrijfsmatige activiteiten worden gedreven door Vliegbedrijf Tom van der Meulen, de activiteiten zijn o.a. een erkend vliegtuigonderhoudsbedrijf, erkende vliegschool, luchtvervoer en vliegtuigverhuur.

## Communicatie
- Oostwold Radio: 118,330 MHz

## Oostwold Airshow
Traditiegetrouw werd in elk oneven jaar op 2e Pinksterdag de internationale Oostwold Airshow gehouden. Doorgaans bezochten gemiddeld 15.000 luchtvaartenthousiasten deze vliegshow. Sinds 2015 werden beide Pinksterdagen voor de airshow gebruikt. In 2023 is besloten geen airshows meer te organiseren, waarmee de tiende editie in 2019 de laatste was. De kosten liepen te sterk op, terwijl de sponsorinkomsten terugliepen.

## Referentie
1. ↑  Vliegprocedures
2. ↑  Vliegerinformatie